# Бжускі-Фалькі
Бжускі-Фалькі (пол. Brzóski-Falki) — село в Польщі, у гміні Високе-Мазовецьке Високомазовецького повіту Підляського воєводства.
Населення — 172 особи (2011).
У 1975-1998 роках село належало до Ломжинського воєводства.

## Демографія
Демографічна структура станом на 31 березня 2011 року:
|          | Загалом | Допрацездатний вік | Працездатний вік | Постпрацездатний вік |
| -------- | ------- | ------------------ | ---------------- | -------------------- |
| Чоловіки | 81      | 19                 | 60               | 2                    |
| Жінки    | 91      | 18                 | 56               | 17                   |
| Разом    | 172     | 37                 | 116              | 19                   |